# Чащины (Архангельская область)
Чащины — поселок в Холмогорском районе Архангельской области.

## География
Находится в южной части Архангельской области на расстоянии приблизительно 19 км на юг по прямой от административного центра района села Холмогоры на левобережье реки Северная Двина.

## История
В 1859 году здесь (тогда деревня Лысьевская или Чащины Холмогорского уезда Архангельской губернии) было учтено 11 дворов. До 2015 года входила в Копачёвское сельское поселение, с 2015 по 2022 в Матигорское сельское поселение до его упразднения.

## Население
Численность населения: 76 человек (1859 год), 6 (русские 83 %) в 2002 году, 2 в 2010.